# Bounty (1960)
Bounty fue una reconstrucción ampliada del velero original de la Marina Real Británica, el HMS Bounty de 1787, construido en Lunenburg, Nueva Escocia, en 1960. Se hundió frente a la costa de Carolina del Norte durante el huracán Sandy el 29 de octubre de 2012.
El velero era conocido a menudo como HMS Bounty, pero no tenía derecho a utilizar el prefijo "HMS" porque no estaba en servicio en la Marina Real Británica. Aquí, "HMS" se considera parte del nombre popular y no un prefijo de barco.

## Hundimiento

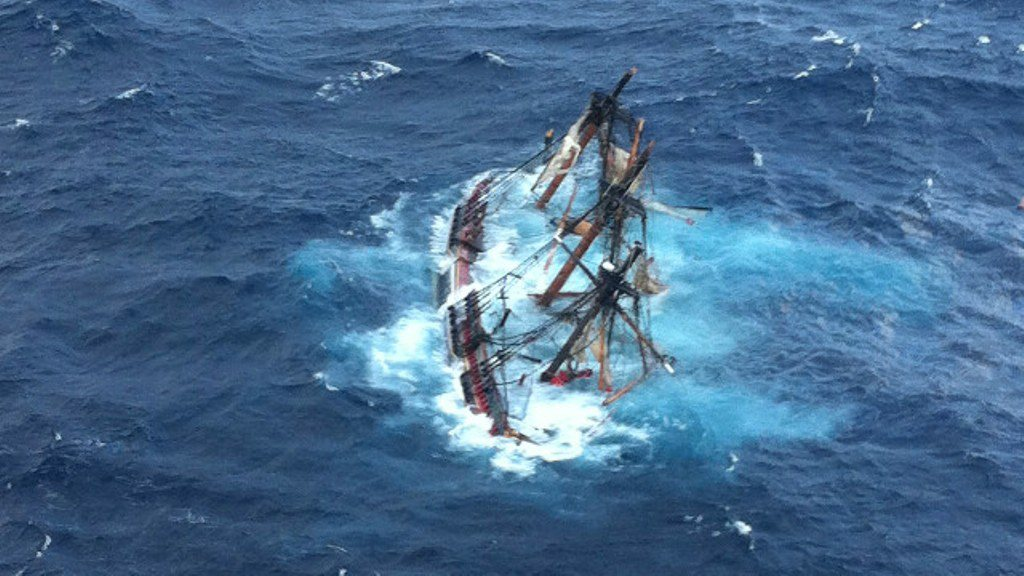
El Bounty con la cubierta sumergida en el océano Atlántico durante el huracán Sandy, poco antes de hundirse aproximadamente a 90 millas (145 km) al sureste de Hatteras, Carolina del Norte, el 29 de octubre de 2012

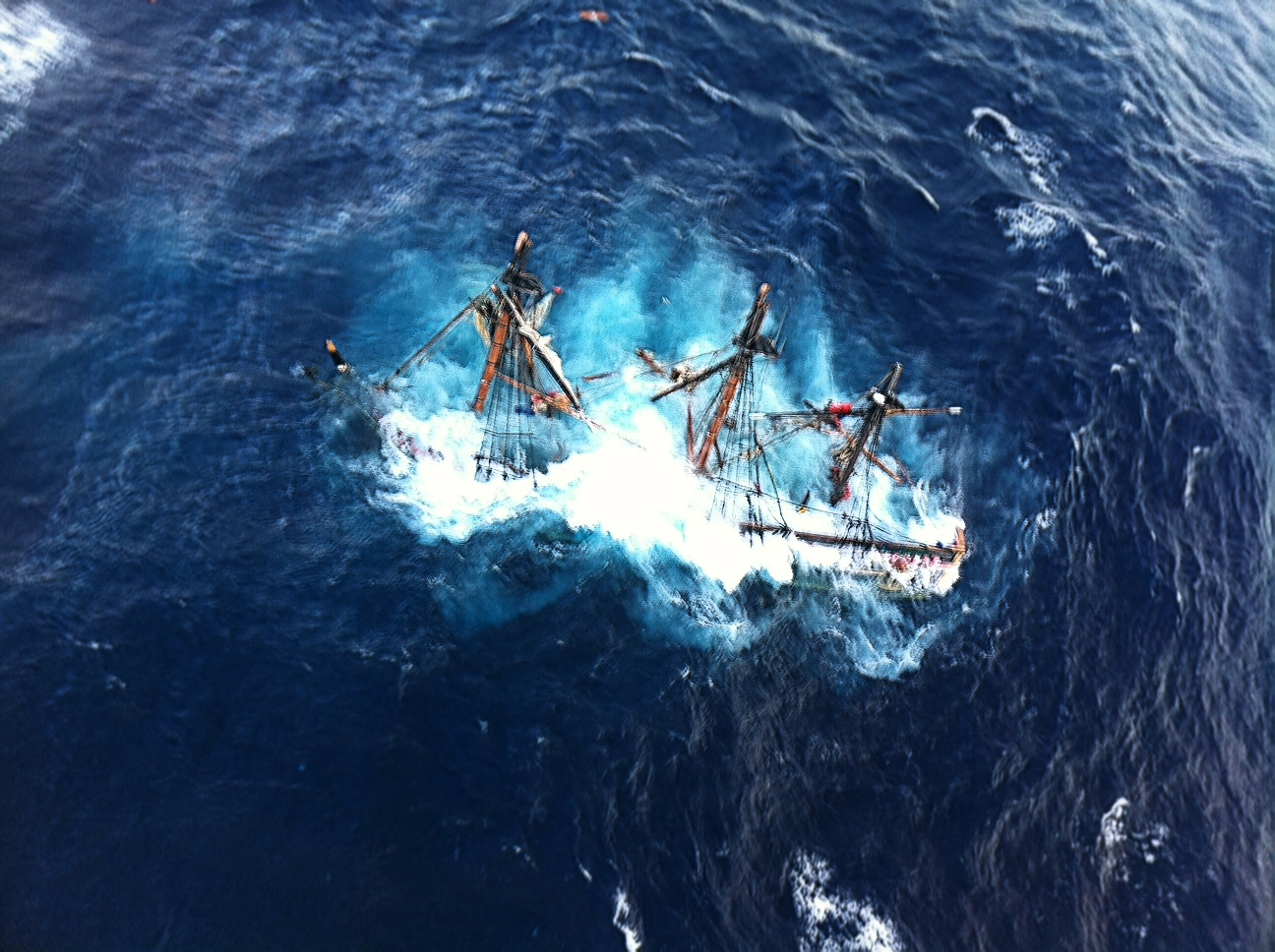
El Bounty hundiéndose.

El 25 de octubre de 2012, el barco partió de New London, Connecticut, rumbo a San Petersburgo, Florida, inicialmente siguiendo un rumbo este para evitar el huracán Sandy.
La solicitud inicial de asistencia de la Guardia Costera de los Estados Unidos fue enviada en un correo electrónico por el capitán a la organización del barco.] Aproximadamente a las 8:45 p. m. EDT, la organización transmitió la solicitud al Sector de Carolina del Norte de la Guardia Costera sobre la situación del Bounty. Poco después, la tripulación del Bounty activó una de las radiobalizas de emergencia del Bounty. Walbridge había informado que el barco estaba haciendo agua y que la tripulación se estaba preparando para abandonar el barco. Posteriormente, el Bounty perdió energía eléctrica debido a que el agua inundó el generador de estribor.
Esta información fue enviada a la tripulación del avión de rescate HC-130 de la Guardia Costera que estaba estacionado en Carolina del Norte en el Aeropuerto de Raleigh-Durham. La ubicación del barco se dio aproximadamente a 90 millas (145 km) al sureste de los Outer Banks en las proximidades de una característica en el fondo del océano conocida como el Cañón Hatteras. El avión de rescate HC-130 sufrió cortes de equipo en su vuelo de rescate, incluido su sistema antihielo y su radar meteorológico. Esto provocó que el piloto teniente Wes McIntosh y el copiloto Mike Myers realizaran la búsqueda a aproximadamente 500 pies (150 m) AMSL en un intento de localizar el barco visualmente, alrededor de la medianoche y con poca visibilidad. Poco después de la medianoche del 29 de octubre, se descubrió el barco siniestrado.
El avión de la Guardia Costera de los Estados Unidos hizo contacto por radio con John Svendsen, primer oficial del Bounty, mientras el HC-130 volaba en círculos alrededor del barco en las primeras horas de la mañana. El Bounty se inclinaba en un ángulo de aproximadamente 45 grados sobre su costado de estribor. La tripulación del HC-130 envió instrucciones por radio al Bounty y el avión voló en círculos durante horas mientras se hacían los preparativos. Mientras tanto, las tripulaciones de los helicópteros de la Estación Aérea de la Guardia Costera de Elizabeth City recibieron instrucciones de prepararse para una operación de rescate muy difícil. A las 4:45 a. m., Svendsen le comunicó por radio al HC-130 que el barco se estaba hundiendo y que la tripulación necesitaba asistencia inmediata. hizo descender el avión y preparó a su tripulación para que lanzaran balsas salvavidas y suministros. Con el avión corto de combustible, el HC-130 lanzó balsas salvavidas, pero tuvo que dejar al barco y a la tripulación solos en mares agitados y vientos de 50 nudos (93 km/h; 58 mph). Pasó más de una hora antes de que el primer helicóptero MH-60 Jayhawk llegara al lugar para comenzar el peligroso intento de rescate alrededor del amanecer. Un miembro de la tripulación de la Guardia Costera sufrió heridas graves durante el rescate.
El vicealmirante Robert C. Parker, de la Guardia Costera de los Estados Unidos, informó que el barco se había hundido y que dos helicópteros de rescate habían rescatado a 14 personas de las balsas salvavidas. La tormenta había arrastrado al capitán y a dos tripulantes por la borda; uno de los tripulantes había logrado llegar a una balsa salvavidas, pero los otros dos estaban desaparecidos. Llevaban trajes de supervivencia de color naranja con luces estroboscópicas, por lo que los rescatistas tenían alguna esperanza de encontrarlos con vida. Claudene Christian, una de las dos tripulantes desaparecidas, fue encontrada por la Guardia Costera. No respondía y más tarde fue declarada muerta en un hospital.
La última persona desaparecida fue el veterano capitán Robin Walbridge. Se crio en Montpelier, Vermont, y luego se mudó a San Petersburgo, Florida. Era mecánico de campo en casas flotantes y trabajó hasta obtener una licencia de 1600 toneladas en 1995, cuando comenzó a trabajar como miembro de la tripulación del Bounty. Los esfuerzos de búsqueda de Walbridge continuaron en un área de 12.000 millas náuticas cuadradas (41.000 km2; 16.000 millas cuadradas) hasta que se suspendieron el 1 de noviembre de 2012.
El contralmirante Steven Ratti de la Guardia Costera de los Estados Unidos ordenó una investigación formal sobre el hundimiento el 2 de noviembre de 2012. Se llevó a cabo una investigación sobre el hundimiento en Portsmouth, Virginia , entre el 12 y el 20 de febrero de 2013, en la que se concluyó que la decisión del capitán Walbridge de navegar el barco hacia la trayectoria del huracán Sandy fue la causa, y la investigación encontró que había sido una "decisión imprudente". También se encontró que la "causa principal que contribuyó a la pérdida" de vidas fue la "decisión del capitán de ordenar a la tripulación que abandonara el barco demasiado tarde".  La pérdida del barco impulsó a la Guardia Costera de los Estados Unidos a realizar una revisión de los eventos y decisiones que llevaron a la pérdida del barco.